# Castle Story
Castle Story é um jogo de estratégia em tempo real independente desenvolvido em Unity pela Sauropod Studio.

## Jogabilidade
Em Castle Story, o jogador está no controle de trabalhadores que podem ser direcionados para reunir recursos, construir castelos e lutar contra inimigos. O objetivo é construir um castelo que possa suportar ataques de criaturas e de outros jogadores. O jogo ocorrem em ilhas flutuantes maciças.

## Desenvolvimento
Uma demonstração de onze minutos foi lançada pelo Sauropod Studio em 24 de dezembro de 2011. O vídeo revelou o design básico do jogo, com os trabalhadores construindo um castelo e minerando. O final do vídeo, foi mostrado os desenvolvedores explodindo um castelo para destacar o uso do mecanismo de jogo Unity.
Uma demonstração de Castle Story foi exibida em tempo real em 31 de janeiro de 2012 na Associação Internacional de Desenvolvedores de Jogos no Montréal DemoNight.
Um vídeo em timelapse de cinco minutos foi lançado em 6 de fevereiro de 2012.
Em 23 de setembro de 2013, o jogo foi disponibilizado para compra através do sistema de distribuição digital Steam, através do programa de acesso antecipado.